# Chronologie de Yaoundé

Archive de l'UNESCO L.943/I3A.I4 actant en 1965 la création du centre linguistique de Yaoundé bilingue (français/anglais).

Cet article présente une chronologie de l'histoire de la ville de Yaoundé, capitale du Cameroun.

## Avant leXXesiècle
- 1888 : Yaoundé, nom provenant de « Jaunde » en allemand est fondée par l'explorateur et botaniste allemand Georg August Zenker dans la colonie allemande du Kamerun[1]. En effet l'allemand ne pouvant pas prononcer ''Ewondo,, nom d'un des peuples autochtones aurait prononcé ''Jaunde,, au lieu de ''Ewondo,,. C'est sa prononciation ''jaunde'' qui sera retenue et orthographiée en allemand. ''J''= ''yott'' et "u=ou" en allemand , d'où Jaunde(en allemand) qui est devenu plus tard ''Yaoundé" en français.

## XXesiècle
- 1909 : La ville est érigée en capitale du Kamerun allemand.
- 1911 : Charles Atangana est intronisé chef traditionnel des Ewondo et des Bene[2] et le palais de Charles Atangana est construit.
- 1916 : Les troupes coloniales britanniques et françaises prennent la ville.
- 1921 : La ville est érigée en capitale du protectorat du Cameroun français.
- 1927 : Le chemin de fer Transcamerounais entre en service, Yaoundé devient accessible par voie ferrée[3].
- 1930 : Fondation du club de football du Canon de Yaoundé.
- 1933 : Fondation de l'hôpital central de Yaoundé.
- 1934 : Fondation du club de football du Tonnerre Kalara Club de Yaoundé.
- 1939 : Construction du bâtiment de la Poste centrale. La population de la ville atteint 9 080 habitants.
- 1945 : Installation de la Société Bastos de l'Afrique Centrale (SBAC).
- 1951 : Fondation du parc zoo-botanique de Mvog Betsi.
- 1952 : Construction de l'École professionnelle Charles-Atangana. Création en avril du lac municipal de Yaoundé sous l'impulsion de Georges Kyriakidès.
- 1953 : La population atteint 36 786 habitants.
- 1955 : Le diocèse catholique de Yaoundé est élevé au rang d'Archidiocèse. La cathédrale Notre-Dame-des-Victoires de Yaoundé est dédicacée.
- 1956 : André Fouda devient le premier maire élu de Yaoundé.
- 1959 : Fondation de l'École nationale d'administration et de magistrature du Cameroun.
- 1961 : La ville devient la capitale de la république du Cameroun, indépendante. Fondation de l'École normale supérieure de Yaoundé. Instauration de la Cour suprême du Cameroun.
- 1962 : Ouverture de l'université de Yaoundé. La population: 93 269 habitants.
- 1964 : Création du Tennis club de Yaoundé par André Fouda.
- 1965 : Fondation du centre hospitalier universitaire de Yaoundé.
- 1966 : La Bibliothèque nationale du Cameroun établit son siège.
- 1967 : Construction de la prison centrale de Kondengui.
- 1971 : Fondation de l'École nationale supérieure polytechnique de Yaoundé.
- 1972 : La Banque des États de l'Afrique centrale établit son siège à Yaoundé. Ouverture du stade Ahmadou-Ahidjo pour la 8e Coupe d'Afrique des nations de football[4].
- 1973 : Erection du monument de la réunification .
- 1976 : La population atteint 291 071 habitants.
- 1978 : Le 14 octobre, inauguration de l’hôtel de ville par le chef de l’Etat Ahmadou Ahidjo.
- 1985 : Construction de l'hôpital général de Yaoundé.
- 1987 : Inauguration du siège de la CRTV. La population atteint 649 000 habitants.
- 1988 : Inauguration du musée national du Cameroun[5]
- 1991 : Ouverture de l'université catholique d'Afrique centrale
- 1992 : Entrée en service de l'aéroport international
- 1993 : Fondation de l'université de Yaoundé I et de l'université de Yaoundé II.
- 1998 : Catastrophe ferroviaire de Nsam le 14 février. Fondation du musée La Blackitude.

## XXIesiècle
- 2002 : Ouverture de l'hôpital gynécologique, obstétrique et pédiatrique de Yaoundé.
- 2005 : La population atteint 1 817 524 habitants.
- 2006 : Dédicace de la basilique Marie-Reine-des-Apôtres .
- 2008 : Émeutes de février sévèrement réprimés réclamant la baisse des prix et le départ de Paul Biya.
- 2009 : Visite en mars du pape Benoit XVI. Ouverture du palais polyvalent des sports de Yaoundé.
- 2016 : Début de la construction du stade d'Olembe Paul Biya. La population atteint 2 873 567 habitants.
- 2021 : La finale de la 33e Coupe d'Afrique des nations de football se tient à Yaoundé.